# 32101 Williamyin
32101 Williamyin este un asteroid din centura principală de asteroizi.

## Descriere
32101 Williamyin este un asteroid din centura principală de asteroizi. A fost descoperit pe 29 mai 2000 la Socorro, New Mexico, în cadrul proiectului LINEAR. Asteroidul prezintă o orbită caracterizată de o semiaxă mare de 2,54 ua, o excentricitate de 0,20 și o înclinație de 1,2° în raport cu ecliptica.